# Língua jabuti
A língua jabuti ou djeoromitxi é falada pelos Jabutis, um grupo indígena brasileiro.

## Distribuição
A língua é falada no Brasil no estado de Rondônia:
- município Costa Marques:
  - Área Indígena Rio Branco (multiétnico com 213 habitantes para 1985)
  - Área Indígena Jabuti (Quitão)
- município Guajará-Mirim:
  - Área Indígena Rio Guaporé (multiétnico com 241 habitantes para 1986) (CEDI 1990)

## Vocabulário
Alguns nomes de plantas e animais na língua djeoromitxi (Ribeiro 2008):
| \| Djeoromitxi \| Português \| Taxonomia \| Nome científico \| \| --------------------- \| ----------------------------------------------------------------------------------------------------- \| ------------------------------------------------------------------------------------------------------------ \| -------------------------------------------------- \| \| aoritätä \| aracuã \| (ave da família dos cracídeos) \| Ortalis ruficauda \| \| apekudji \| acariquara \| (planta da família das olacáceas) \| \| \| are \| certo tipo de piaba \| \| \| \| awire \| tapiucaba, tapiu \| (certo tipo de vespa que fica perto de ninhos de japim) \| \| \| ärätxä \| cachorro-do-mato \| (mamífero da família dos carnívoros, sp.) \| \| \| bakão; hõãtxitäkänõrü \| banana-branca \| \| \| \| barera \| tucunaré spp. \| (peixe da família dos percoformes) \| \| \| bari \| espécie de abelha que corta cabelo \| \| \| \| bäräte \| rato \| (termo genérico) \| \| \| bärätenini \| camarão \| (artrópodes) \| \| \| bäruhõ \| tento, mulungu \| (árvore da família das papilionoídeas) \| \| \| bäte \| aricuri \| (fruto da palheira de aricuri) \| \| \| bätenĩ \| palheira de aricuri \| \| \| \| bäte \| coco \| (termo genérico) \| \| \| bätõ \| urtiga \| (urticácea da espécie) \| Urera sp. \| \| bätõnĩrü \| jurubeba \| (solanácea) \| Solanum paniculatum \| \| bedje \| caba \| (termo genérico, nome dado à vespa e marimbondo no norte do país) \| \| \| bekotxi \| abelha-da-terra \| (inseto da família das abelhas) \| \| \| benĩnĩka \| lambe-olhos \| (insetos da família das abelhas) \| Melipona duckei \| \| bepĩkäri \| bejuí \| (inseto da família das abelhas) \| \| \| bedjedje \| certa espécie de imbaúba \| \| \| \| behä \| Pourouma spp. \| \| Pourouma spp. \| \| beibzia \| irara \| (mamífero da família dos carnívoros da espécie) \| Eira barbara \| \| bekidji \| cana-de-açúcar \| (planta da família das gramíneas) \| Saccharum officinarum \| \| bepĩ \| tataíra \| (inseto, abelhas) \| Oxytrigona tataira \| \| beretxe \| morcego \| (mamífero da família dos morcegos) \| \| \| bi \| jenipapo \| (planta da família rubiáceas) \| Genipa americana \| \| biku \| árvore do jenipapo \| \| \| \| bini \| folha do jenipapo \| \| \| \| bika \| jenipapo (fruto) \| \| \| \| bire \| taioba \| (planta da família das aracáceas) \| Xanthosoma sagittifolium \| \| bireka \| batata da taioba \| \| \| \| birenĩ \| folha da taioba \| \| \| \| bitä \| nambu \| \| \| \| bitä \| pássaro \| (termo genérico) \| \| \| bitäkänõrü \| araponga \| (ave da família dos cotingídeos) \| \| \| bitätxukuanorü \| galo-da-campina \| (ave da família dos fringilídeos) \| \| \| bitxi \| mutum-cavalo \| (ave da família dos cracídeos) \| Mitu tuberosa \| \| bitxitätä \| urumutum \| (ave da família dos cracídeos) \| \| \| bitxinürü \| cigana \| (ave da família dos opistocomídeos) \| Opisthocomus hoazin \| \| bitxikütü \| saci, matim-taperera \| (ave da família dos cuculídeos) \| Tapera naevia \| \| bitxiri \| formiga-taxi \| (inseto da família das formigas) \| Pseudomyrmex sp. \| \| bitxiri \| táxi \| (árvore da família das cesalpinoídeas) \| Tachigali sp. \| \| boboi \| certa espécie de bambu \| (planta da família das gramíneas) \| \| \| bobobzia \| mãe-da-chuva \| (anfíbio) \| Leptodactylus pentadactylus \| \| bokati \| mamão \| (fruto do mamoeiro da família das caricáceas) \| Carica papaya \| \| bokatihõ \| semente de mamão \| \| \| \| bokatirirü \| melancia \| (planta da família das curcubitáceas) \| \| \| bokõ \| pium \| (inseto da família dos dípteros) \| Simulium sp. \| \| bokõtxiwe \| borrachudo \| (da família dos dípteros) \| \| \| bopinõ \| caba-caçadeira \| (inseto da família das formigas) \| Pepsis sp. \| \| bore \| mandioca \| (planta da família das euforbiáceas) \| Manihot utilissima \| \| boreku \| maniva \| (pedaços pequenos cortados da planta da mandioca, específicos para o plantio) \| \| \| borehiri \| sabiá sp. \| (ave da família dos turdídeos) \| Turdus sp. \| \| borekutxi \| samaúma-da-beira \| (árvore da família das bombáceas) \| Ceiba pentandra \| \| boriri \| patuá, patauá \| (planta da família das aracáceas) \| Oenocarpus bataua \| \| bu \| cará \| (planta da família das dioscoreáceas) \| Dioscorea spp. \| \| bubu \| ora (i.e. larva de certa mosca) \| \| \| \| bzibei \| macaco-de-cheiro \| (mamífero da família dos primatas) \| Saimiri sciureus \| \| bzieko \| jabuti \| (quelônio terrestre) \| Geochelone sp. \| \| bziekoirü \| tartaruga \| (quelônio aquático) \| \| \| bzietxe \| cacau \| (planta da família das esterculiáceas) \| Theobroma cacao \| \| bzihi \| macaco-de-cheiro \| (mamífero da família dos primatas) \| \| \| bzihipikorü \| mico-leão-dourado \| (mamífero da família dos primatas) \| Leontopithecus rosalia \| \| bzikanono \| lixeiro \| \| Curatella americana \| \| bzio \| mucura-xixica \| (mamífero da família dos marsupiais) \| \| \| bziohõberü \| pacu sp. \| (peixe) \| Mylossoma sp. \| \| bzipikorü \| saui \| (mamífero da família dos primatas) \| \| \| bzira \| traíra \| (peixe) \| Hoplias spp. \| \| bziratxitxi \| pirarucu \| (peixe) \| Arapaima gigas \| \| bzire \| macaco-prego \| (mamífero da família dos primatas) \| Cebus sp. \| \| bzire \| macaco \| (termo genérico) \| \| \| bzirebzire \| vaga-lume, pirilampo \| (inseto) \| Lampyris noctiluca \| \| bzirikõã \| certa espécie de perereca \| (anfíbio) \| Hyla boans \| \| bzirima \| abóbora \| (planta da família das cucurbitáceas) \| Cucurbita \| \| bziunĩ \| cogumelo \| (espécie de fungo de cor branca que nasce no tronco podre, conhecido popularmente por orelha-de-pau) \| \| \| ditxedu \| mandi pequeno \| (peixe liso) \| \| \| dore \| bacuri \| (árvore da família das clusiáceas) \| Platonia insignis \| \| djärä \| bacaba \| (planta da família das areáceas) \| \| \| djebzia \| moça-branca \| (inseto da família das abelhas) \| \| \| djebzia \| abelha-canudo \| \| \| \| djedje \| paca \| (mamífero da família dos roedores) \| Cuniculus paca virgata \| \| djeopäre \| caju \| (planta da família das anacardiáceas) \| Anacardium occidentale \| \| dji \| mucura \| (mamífero da família dos marsupiais) \| Didelphis marsupialis \| \| djiäro \| fruto do totaí \| \| \| \| djiäronĩ \| palheira do totaí \| \| \| \| djibe; koraka \| cabaça \| (planta da família das cucurbitáceas) \| Lagenaria siceraria \| \| djidji \| samambaia \| (certo tipo) \| \| \| djirirükäboa \| candiru \| (peixe liso) \| Catopsis sp. \| \| djiroro \| torom-patinho \| (ave da família dos formicarídeos) \| Myrmothera campanisona \| \| bitädjitxi \| revoada (i.e. bando de pássaros) \| \| \| \| minõdjitxi \| cardume (i.e. bando de peixe) \| \| \| \| bedjedjitxi \| enxame (i.e. bando de abelhas) \| \| \| \| wadjitxi \| matilha (i.e. bando de cachorro) \| \| \| \| djedjedjitxi \| bando de paca \| \| \| \| djoi \| inambu-relógio, sururina \| (ave da família dos tinamídeos) \| Crypturellus soui \| \| djoitxitxi \| inambu-anhangá \| (ave da família dos tinamídeos) \| Crypturellus variegatus \| \| djokape \| cipó-ambé \| (planta da família das areáceas) \| Philodendron goeldii \| \| djokorekakä \| cuia \| (planta da família das curcubitáceas) \| Crescentia cujete \| \| djopsipsi \| maria-preta \| (planta da família das verbenáceas) \| Vitex polygama \| \| djühüre \| girino (i.e. larvas dos anfíbios) \| \| \| \| eitxi \| boto \| (mamífero da família dos cetáceos) \| \| \| eo \| ema \| (ave da família dos tinamídeos) \| \| \| eruwe \| papagaio spp. \| (ave da família dos psitacídeos) \| Amazona spp. \| \| eruwekidji \| papagaio-caboclo \| (ave da família dos psitacídeos) \| Amazona farinosa \| \| eruwenĩburü \| papagaio-estrela \| (ave da família dos psitacídeos) \| Amazona ochrocephala \| \| erürü \| tiririca \| (planta da família das ciperáceas) \| Scleria spp. \| \| habäro \| pássaro-boi \| (ave da família dos cotingídeos) \| Cephalopterus ornatus \| \| habzi \| algodoeiro \| (planta da família das malváceas) \| Gossypium barbadense \| \| habzikakä \| algodão (pêlos) \| \| \| \| habzi; habzikakä \| besouro-de-chifre \| (inseto) \| \| \| hamitxi \| caba-rajada \| (inseto da fmília das vespas) \| \| \| hanõ \| gongo de coco \| (larva de certo tipo de besouro que come coco) \| \| \| hareru \| borboleta \| (termo genérico) \| \| \| hatxihurü \| alicorne, anhuma \| (ave da família dos anatídeos) \| \| \| hau \| lagarto spp. \| (termo genérico) \| \| \| hau \| calango \| (réptil da família dos lagartos) \| Ameiva ameiva \| \| haure \| lagartixa \| (réptil da família dos lagartos) \| Thecadactylus rapicauda \| \| hau \| teju \| (réptil da família dos lagartos) \| Tupinambis teguixin \| \| hautonõ \| calango-liso \| (réptil da família dos lagartos) \| \| \| hautxitxi \| camaleão \| (réptil da família dos lagartos) \| Iguana iguana \| \| hawate \| pente de macaco (i.e. certo fruto preto, redondo e cheio de pontas) \| \| \| \| hawakata \| lagarta-de-fogo \| (espécie de lagarta que ao tocar na pele queima) \| \| \| hawakata \| lagarta-preguiça \| (espécie de lagarta peluda parecida com algodão, ao entrar em contato com a pele causa ardor intenso) \| \| \| hawahiri \| macaco-cabeludo \| (mamífero da família dos primatas) \| Pithecia pithecia \| \| hawano \| caranguejeira \| (artrópode) \| Avicularia spp. \| \| hemi \| batata-doce \| (planta da família das convolvulácea) \| Ipomoea batatas \| \| hemi \| tarumã \| (planta da família das verbenáceas) \| \| \| heru \| saúva \| (certo tipo que voa e sai na época da tanajura) \| \| \| hetxiõnõbä \| planta uzada para cheirar quando se está gripado, seu fruto é roxo e é chamado de fruta da tucandeira \| \| \| \| hetxiuka \| certa espécie de peixe \| \| \| \| hibo \| japu \| (ave da família dos icterídeos) \| Psarocolius sp. \| \| hihõni \| cogumelo \| (certo tipo) \| \| \| hiri \| peixe-cachorro \| (peixe) \| Hydrolycus sp. \| \| hiri \| cubiu, charuto \| (peixe) \| Anodus sp. \| \| hirü \| suindara, rasga-mortalha \| (ave da família dos estrigídeos) \| Tyto alba \| \| hoãbzia \| capivara \| (mamífero da família dos roedores) \| Hydrochaeris hydrochaeris \| \| hokä \| envira \| (planta da família das anonáceas) \| \| \| homi \| ingá \| (planta da família das mimosóidea) \| Inga spp. \| \| houka \| jeju \| (peixe) \| Hoplerythrinus unitaeniatus \| \| houka \| jeju \| (peixe) \| Hoplerythrinus unitaeniatus \| \| hõari \| sororoca (i.e. banana do mato) \| \| \| \| hõã \| anta \| (mamífero da família dos artiodáctilos) \| Tapirus terrestris \| \| hõãmekurü \| boi (i.e. anta de chifre) \| \| \| \| hõatxikakä \| ostra \| (molusco) \| \| \| hõãtxitä \| banana \| (termo genérico) \| \| \| hõãtxitäkuritxi \| banana-comprida \| \| \| \| hõãtxitäkänõrü \| banana-branca \| \| \| \| hõä \| anta \| \| \| \| hõäro \| abiu \| (sapotácea) \| \| \| hõbetä \| palma de banana \| \| \| \| hõbziori \| jacundá sp. \| (peixe da família dos percomorfes) \| Crenicichla spp. \| \| hõpa \| enxu \| (inseto da família das abelhas) \| \| \| hõtxi \| tucano \| (ave da família dos ranfastídeos) \| Ramphastos spp. \| \| huho \| murucututu \| (ave da família dos estrigídeos) \| Pulsatrix perspicillata \| \| huru \| udu \| (ave da família dos momotídeos) \| Momotus momota \| \| hũparübe \| beijucaba \| (inseto da família das vespas) \| Apoica pallida \| \| hühü \| socó-boi \| (ave da família dos ciconiformes) \| Tigrisoma lineatum \| \| ibiro \| socó-panema \| (ave da família dos ciconiformes) \| \| \| iheru \| formiga \| (inseto da família das formigas) \| \| \| iniania \| bem-te-vi \| (ave da família dos tiranídeos) \| Pitangus sulphuratus \| \| ininiküterü \| curimatã \| (peixe) \| Prochilodus rubrotaeniatus \| \| ionorü \| rabo-de-fogo \| (peixe) \| \| \| iotarü \| matrinxã \| (peixe) \| Brycon sp. \| \| ipfuru \| gogó-de-sola, jupará \| (mamífero da família dos carnívoros) \| Potos flavus \| \| iraherü \| piaba \| (peixe) \| \| \| iraherü \| lambari \| (peixe) \| \| \| irahirütxitxi \| jatuarana \| (peixes) \| \| \| iriki \| periquito \| (ave da família dos psitacídeos) \| Brotogeris sanctithomae \| \| itãtoa \| árvore de onde provem certo tipo de remédio contraceptivo \| \| \| \| itõ \| certa espécie de abelha \| (inseto da família das abelhas) \| Mamangaba \| \| itõkuru \| uruçu-boi \| (inseto da família das abelhas) \| Melipona scutellaris \| \| itõpsiru \| pica-pau-anão \| (ave da família dos picídeos) \| Picumnus sp. \| \| bedjeka \| casa de abelha, casa de marimbondo, colmeia \| \| \| \| txerereka \| casa de cupim, cupinzeiro \| \| \| \| nĩka \| casa \| (seres humanos) \| \| \| kabikädji \| percevejo \| (inseto da família dos hemípteros) \| \| \| kabikädji \| besouro cinza que come árvore \| \| \| \| kadje \| dançarino \| (ave da família dos piprídeos) \| \| \| kadjubzia \| pinto-do-mato-coroado \| (ave da família dos formicarídeos) \| Formicarius colma \| \| kai \| marajá \| (planta da família das arecáceas) \| Bactris spp. \| \| kamĩte \| breu \| (planta da família das burseráceas) \| \| \| kamĩte \| cera \| (temo genérico) \| \| \| kara \| periquito cara suja \| \| \| \| karopsitõ \| cipó-titica \| (planta da família das aráceas) \| Heteropsis jenmanii \| \| karüi \| gengibre, mangarataia \| (planta da família das zingiberáceas) \| Zingiber officinale \| \| katimari \| grilo-toupeira \| (inseto) \| Orthoptera, Gryllidae \| \| käkä \| algodão (i.e. parte branca da flor do algodão) \| \| \| \| käkäe \| juriti-verdadeira \| (ave da família dos columbídeos) \| Leptotila rufaxilla \| \| käokurü \| gato-maracajá \| (mamífero da família dos carnívoros) \| Felis pardalis \| \| käpä \| castanha \| (certo tipo) \| \| \| käpäbidji \| certa espécie de bambu \| (planta da família das gramíneas) \| \| \| käwe \| maguari \| (ave da família dos ciconiformes) \| Ardea herodias \| \| kiriripika \| beija-flor \| (ave da família dos troquilídeos) \| \| \| kodore \| bacuri \| \| \| \| koi \| bico-de-brasa \| (ave da família dos buconídeos) \| Monasa atra \| \| komẽ \| amendoim \| (planta da família das papilionoídeas) \| Arachis hypogaea \| \| komẽpika \| barata \| (inseto da família dos blataria) \| \| \| kore \| lagarta comestível que dá em palheira \| \| \| \| korekä \| cogumelo \| (espécie de fungo (orelha-de-pau) de cor cinza que nasce no tronco das árvores) \| \| \| koretxi \| feijão \| (planta da família das papilionoídeas) \| Phaseolus spp. \| \| koretxitä \| fava \| \| \| \| koretxirirü \| feijão guandu \| \| \| \| koretxirikarü \| feijão de corda \| \| \| \| korokoro \| corocoró \| (ave da família dos ciconiformes) \| Mesembrinibis cayennensis \| \| korokoro \| cigarra spp. \| (insetos) \| \| \| kororipika \| surucuá \| (ave da família dos trogonídeos) \| Trogon spp. \| \| ku \| árvore \| (termo genérico) \| \| \| kube \| paxiubinha \| (árvore da família das arecáceas) \| Iriartella setigera \| \| kube \| broto de açaí \| \| \| \| kubi \| flecha \| (planta da família das gramíneas) \| Gynerium sp. \| \| kubidji \| bambu \| (planta da família das gramíneas) \| \| \| kubi \| taquara \| \| \| \| kubitxi \| paxiúba-barriguda \| (planta da família das arecáceas) \| Socratea exorrhiza \| \| kuboro \| carapanaúba \| (árvore da família das apocináceas) \| Aspidosperma spp. \| \| kudi \| veado-mateiro \| (mamífero da família dos artiodáctilos) \| Mazama americana \| \| kudikäri \| veado-catingueiro \| (mamífero da família dos artiodáctilos) \| Mazama sp. \| \| kuditxitxi \| veado-galheiro \| (mamífero da família dos artiodáctilos) \| \| \| kuhenĩ \| mosca spp. \| (insetos da família dos dípteros) \| Musca domestica \| \| kukarübi \| pitomba \| (planta da família das sapindáceas) \| Talisia spp. \| \| kumepika \| samaúma-da-terra \| (árvore da família das bombacáceas) \| \| \| kunime \| mandi-sapo \| (peixe liso) \| \| \| kunitärä \| itaúba, louro \| (árvore da família das lauráceas) \| \| \| kunĩ-hõ \| espinheiro \| (planta da família das mimosoídeas) \| \| \| kunĩ \| cuandu sp. \| (mamífero da família dos roedores) \| Coendou prehensilis \| \| kunĩmetxitxi \| bagre, barba-chata \| (peixe) \| Galeichthys feliceps (?) \| \| kunõnorü \| formiga-do-jacamim \| (inseto da família das formigas) \| Eciton sp. \| \| kunõrübi \| formiga-carioca \| (inseto da família das formigas) \| Eciton burchellii \| \| kunõhihi \| formiga \| (termo genérico) \| \| \| kunõtotxitxi \| jacamim \| (ave da família dos ralídeos) \| Psophia crepitans \| \| kunõtxitxinõrü \| saracura \| (ave da família dos ralídeos) \| Aramides cajanea \| \| kurabi \| urucu \| (planta da família das bixáceas) \| Bixa orellana \| \| kuraheri \| inambu-preto \| (ave da família dos tinamídeos) \| Crypturellus cinereus \| \| kuraheribodji \| arumã \| \| \| \| kurao \| bacurau \| (ave da família dos caprimulgiformes) \| Caprimulgus spp. \| \| kurapari \| arapari \| (árvore da família das cesalpinoídeas) \| Macrolobium acaciifolium \| \| kuraudje \| trinca-culhão, pentelho-da-velha \| (inseto da família das formigas) \| Odontomachus chelifer \| \| kurawahĩhĩ \| urubuzinho \| (ave da família dos buconídeos) \| \| \| kurawaĩhĩ \| pica-pau-preto \| (ave da família dos picídeos) \| \| \| kurekä \| cogumelo \| (certo tipo de fungo (orelha-de-pau) que nasce no tronco de árvore) \| \| \| kurerü \| formiga \| (certa espécie de inseto da família das formigas) \| Cephalotes atratus \| \| kuroo \| rolinha \| (ave da família dos columbideos) \| Columbina spp. \| \| kuru; kurupfü \| buriti \| (planta da família das arecáceas) \| Mauritia flexuosa \| \| kurupfüka \| fruto de buriti \| \| \| \| kurudje \| taracuá \| (inseto da famíla das formigas) \| Camponotus sp. \| \| kurupfü \| palheira de buriti \| \| \| \| kuti \| caba-de-coco \| (certo tipo de vespa que vive com formigas) \| \| \| künitxe \| mão-de-cachorro \| (certo tipo de fruta que parece com a pata de cachorro, redonda e doce, quando madura sua casca é laranjada) \| \| \| küpsi \| coelho \| (mamífero da família dos roedores) \| Sylvilagus brasiliensis \| \| küpsia \| cogumelo \| (certo tipo de fungo (orelha-de-pau)) \| \| \| küpsitätä \| preá \| (mamífero da família dos roedores) \| Cavia aperea \| \| küto \| zogue-zogue \| (mamífero da família dos primatas) \| Callicebus torquatus \| \| kütüe \| cumaru-de-cheiro, cerejeira \| (árvore da família das papilionoídea) \| Dipteryx sp. \| \| manome \| formiga-de-fogo \| (inseto da família das formigas) \| Solenopsis sp. \| \| mekutxi \| pomba spp. \| (ave da família dos columbídeos) \| \| \| meminõ \| maracanã-pescoço-amarelo \| (ave da família dos psitacídeos) \| Ara auricollis \| \| meriri \| apuí \| (árvore da família das moráceas) \| Ficus fagifolia \| \| metome \| bico-de-guará \| (planta da família das musáceas) \| Heliconia sp. \| \| metxirikakä \| embuá \| (artrópode) \| \| \| mẽ \| cobra \| (termo genérico) \| \| \| neru \| jibóia \| (réptil da família das cobras) \| Boa sp. \| \| mẽrübiri \| jararaca \| (réptil da família das cobras) \| Bothrops atrox \| \| mẽbiro \| muçurana, cobra-preta \| (réptil da família das cobras) \| Clelia clelia \| \| mẽkähõ \| pico-de-jaca \| \| \| \| mẽkapi \| cobra-papagaio, cobra-verde \| (réptil da família das cobras) \| \| \| mẽpfuru \| sucuri \| (réptil da família das cobras) \| \| \| mẽpforoni \| cobra coral \| (réptil da família das cobras) \| Micrurus spp. \| \| mẽtemĩ \| caninana \| (réptil da família das cobras) \| \| \| mẽkähũ \| surucucu \| (réptil da família das cobras) \| Lachesis mutus \| \| mẽotõ \| cobra-de-duas-cabeças \| (réptil da família das cobras) \| Amphisbaena fuliginosa \| \| mẽnĩmĩ \| coatá \| (mamífero da família dos primatas) \| Ateles paniscus \| \| mẽnĩmĩpikatxi \| barrigudo \| (mamífero da família dos primatas) \| \| \| mẽrẽmẽrẽ \| papagaio-madeira \| (ave da família dos psitacídeos) \| Amazona amazonica \| \| mikadju \| libélula \| (inseto da família dos odonata) \| Sympetrum spp. \| \| minio \| caracol \| (molusco da família dos gastropoda) \| Helicidae spp. \| \| minõ \| peixe \| (termo genérico) \| \| \| minõdädätxi \| cangati \| (peixe liso) \| Trachycorystes trachycorystes \| \| minõrürü \| piranha \| (termo genérico) \| \| \| minõtxitxi \| piraíba \| (peixe liso) \| Brachyplathystoma filamentosum \| \| minõtxitxi \| tambaqui \| (peixe da família dos characiformes) \| Characidae, Colossoma macropomum \| \| minõkütürü \| jaraqui \| (peixe) \| Semaprochilodus taeniurus/Semaprochilodus insignis \| \| minõtxikorü \| surubim \| (peixe liso) \| Pseudoplatystoma fasciatum \| \| minõtxikorünõrü \| pirarara \| (peixe liso) \| Phractocephalus hemioliopterus \| \| mioro \| pica-pau \| (termo genérico) \| \| \| mire; mire-txitxi \| poraquê \| (peixe) \| Electrophorus electricus \| \| mire \| peixe-agulha \| \| \| \| miretxitxi \| poraquê \| \| \| \| mitäka \| acará spp. \| (peixe da família dos percomorfes) \| \| \| mitärükü \| pau-d'arco \| (planta da família das bignoniáceas) \| Tabebuia guayacan \| \| mitetxitxi \| bacuri-de-anta \| (planta da família das clusiáceas) \| \| \| mĩ \| anum \| (ave da família dos cuculídeos) \| Crotophaga ani \| \| mĩkadju \| tetéu \| (ave da família dos caradriiformes) \| \| \| mĩtokakä \| caranguejo \| (crustáceo, spp.) \| \| \| naburi \| patoá \| (fruta arrocheada, característica da região amazônica) \| \| \| ne \| abelha \| (certa espécie) \| \| \| neruhõ \| mogno \| (árvore da família das meliáceas) \| \| \| newei \| sardinha \| (peixe, sp.) \| \| \| nibükakä \| tamboatá \| (peixe da família dos armados) \| Callichthys spp. \| \| nimekäri \| aranha \| (termo genérico) \| \| \| nirübi \| mandi-amarelo \| (peixe liso) \| \| \| nĩkatxĩ \| planta trepadeira \| \| \| \| nirübi \| certo tipo de peixe \| (com pintas amarelas) \| \| \| nonokakä \| certa espécie de perereca \| (anfíbio) \| Hyla marmorata \| \| notõkube \| céu-da-boca \| \| \| \| nore \| jutaí, jatobá \| (planta da família das cesalpinoídeas) \| Hymenaea courbaril \| \| noreni \| pacu-caju \| (peixe) \| \| \| notxiribiro \| biguá \| (ave, anhingídeos) \| Anhinga anhinga \| \| nõbziru \| tatu-de-rabo-mole \| (mamíferos, desdentados) \| Cabassous unicinctus \| \| nõnĩ \| mambira, tamanduá-colete \| (mamífero, desdentado) \| Tamandua tetradactyla \| \| nõnõ \| tucum \| (planta da família das arecáceas) \| Astrocaryum sp. \| \| nõnõbzia \| cujubim \| (aves, cracídeos) \| Pipile pipile \| \| nõnõtxi \| tucum \| (planta da família das arecáceas) \| Astrocaryum sp. \| \| nõpfõ \| lagarta comestível, certo tipo que dá na árvore chamada nõpfõ-ku \| \| \| \| nõwawa \| arara-amarela \| (ave da família dos psitacídeos) \| Ara ararauna \| \| obzia \| inambu-pé-da-serra \| (ave da família dos tinamídeos) \| \| \| odji \| certa espécie de bambu \| (planta da família das gramíneas) \| \| \| oika \| escorpião \| (artrópode arácnido, da ordem dos escorpiones) \| \| \| one \| gavião-tesoura \| (ave da família dos falconiformes) \| Elanoides forficatus \| \| oneri \| certa espécie de bambu \| (gramínea) \| \| \| onotxi \| inajá, maripá \| (planta da família das arecáceas) \| Attalea maripa \| \| onotxitxi \| babaçu \| (planta da família das arecáceas) \| Attalea speciosa \| \| onõ \| palheira de aricuri \| (planta da família das arecáceas) \| Attalea sp. \| \| onõ \| uruçu \| (inseto da família das abelhas) \| \| \| onõtä \| pilão feito da palheira de aricuri \| (brinquedo) \| \| \| onõtä \| capemba (i.e. casca do cacho, termo genérico) \| \| \| \| onõhõ \| palmito \| \| \| \| ore \| castanha-do-pará \| (planta da família das lecitidáceas) \| Bertholletia excelsa \| \| oreka \| ouriço \| \| \| \| orekakä \| bodó, acari \| (peixe liso) \| Loricariidae spp. \| \| oreku \| castanheira \| \| \| \| oreni \| cajá \| (planta da família das anacardiáceas) \| Spondias mombin \| \| ororo \| tucumã \| (planta da família das arecáceas) \| Astrocaryum tucuma \| \| ororoni \| palheira de tucumã \| \| \| \| orotxi \| inambu-azul \| (ave da família dos tinamídeos) \| Tinamus tao \| \| otori \| tauari \| (planta da família das lecitidáceas) \| Couratari pulchra \| \| otxo \| certo tipo de pama \| (planta da família das moráceas) \| Helicostylis tomentosa \| \| otxokabirü \| mururé \| (planta da família das moráceas) \| Brosimum acutifolium \| \| otxotxipfükäo \| mururé \| \| \| \| otäre \| muçum \| (peixe) \| Synbranchus marmoratus \| \| otikõ \| músico-da-mata \| (ave da família dos trogloditídeos) \| Cyphorhinus arada \| \| otõka \| inambu-chorão \| (ave da família dos tinamídeos) \| Crypturellus strigulosus \| \| otxerü \| inambu-galinha \| (ave da família dos tinamídeos) \| Tinamus guttatus \| \| otxi \| certa espécie de bambu \| (planta da família das gramíneas) \| \| \| otxo \| certo tipo de fruta vermelha que se parece com uva \| \| \| \| õõ \| quati \| (mamífero da família dos carnívoros) \| Nasua nasua \| \| õnitire \| certo tipo de lesma que come folha \| (molusco, sp.) \| \| \| pabekatxi \| certo tipo de piaba \| \| \| \| padji \| fumo, tabaco \| (planta da família das solanáceas) \| Nicotiana tabacum \| \| padji \| rapé \| \| \| \| padjihõ \| angico, paricá \| (planta da família das mimosóideas) \| Piptadenia sp. \| \| padjihõko \| angico, paricá \| \| \| \| pahe \| porco-caititu \| (mamífero da família dos artiodáctilos) \| Tayassu tajacu \| \| paheri \| porco-queixada \| (mamífero da família dos artiodáctilos) \| Tayassu pecari \| \| paheriorü \| porco-doméstico \| (mamífero da família dos artiodáctilos) \| \| \| pahe \| açaí \| (planta da família das arecáceas) \| Euterpe oleracea \| \| pahenĩ \| palheira de açaí \| \| \| \| pakokawa \| macucau, jaó \| (ave da família dos tinamídeos) \| Crypturellus undulatus \| \| pakorätä \| caracará \| (ave da família dos falconiformes) \| \| \| pakorükäo \| jandaíra, jataí \| (inseto da família das abelhas) \| Melipona interrupta \| \| pama \| aracu, piau \| (peixe) \| Anostomoides laticeps \| \| paneuri \| juriti-vermelha \| (ave da família dos columbídeos) \| Geotrygon montana \| \| pare \| gameleira \| (planta da família das moráceas) \| Ficus sp. \| \| parikübe \| cupim \| (certa espécie) \| Eciton spp. \| \| paro \| galinha \| (fêmea do galo) \| \| \| paroro \| galo \| \| \| \| parori \| tamanduá-bandeira \| (mamífero da família dos desdentados) \| Myrmecophaga tridactyla \| \| paroritätä \| tamanduaí \| (mamífero da família dos desdentados) \| Cyclopes didactylus \| \| parotätä \| jaçanã, piaçoca \| (ave da família dos caradriiformes) \| Jacana jacana \| \| parotxitxi \| pato-do-mato \| (ave da família dos anatídeos) \| Cairina moschata \| \| parotxitxitätä \| marreca \| (ave da família dos anatídeos) \| \| \| patiti \| cauré \| (ave da família dos falconiformes) \| \| \| patxehe \| coruja sp. \| (ave da família dos estrigídeos) \| \| \| patxitxi \| cauré \| (ave da família dos falconiformes) \| \| \| patxĩ \| pernilongo, carapanã \| (inseto da família dos dípteros) \| \| \| patxĩkänorü \| tatuquira \| (i.e. flebótomo, inseto da família dos dípteros) \| \| \| päe \| jia \| (anfíbio) \| Leptodactylus bufonius \| \| pänikäte \| lacraia, centopéia \| (artrópode da família dos Chilopoda) \| Scolopendridae, Scolopendra \| \| päräre \| sarapó \| (peixe da família dos gimnotiformes) \| \| \| päri \| pulga \| (inseto) \| Tunga penetrans \| \| päridje \| bicho-de-pé (i.e. ovo de pulga) \| \| \| \| pätõrü \| caba-borracha \| (insetos da família das vespas) \| \| \| peri \| maritaca \| (ave da família dos psitacídeos) \| Pionus menstruus \| \| pikuri \| gavião \| (termo genérico) \| \| \| pikuritxitxi \| gavião-real \| (ave da família dos falconiformes) \| Harpia harpyja \| \| pinite \| mutuca \| (inseto da família dos dípteros) \| \| \| piomerirü \| arapaçu \| (ave da família dos picídeos) \| \| \| pipitxi \| saúva \| (inseto da família das formigas) \| Atta spp. & Acromyrmex \| \| pipitxipika \| tanajura \| (inseto da família das formigas) \| \| \| piräri \| arapapá \| (ave da família dos ciconiformes) \| \| \| pire \| arara-vermelha \| (ave da família dos psitacídeos) \| Ara macao \| \| piretxitxi \| arara-cabeção \| (ave da família dos psitacídeos) \| Ara chloroptera \| \| pireiäka \| gengibre \| (planta da família das zingiberácea) \| Zingiber officinale \| \| pireo \| jia \| (anfíbio) \| Physalaemus cuvieri \| \| pirürü \| saúva \| (certa espécie de formiga) \| Atta spp. & Acromyrmex \| \| pĩ \| cedro \| (árvore da família das meliáceas) \| Cedrela fissilis \| \| pĩnõ \| ipê \| (árvore da família das bignoniáceas) \| Tabebuia sp. \| \| pfoni \| gafanhoto \| (certa espécie de inseto) \| \| \| pfori \| curica \| (ave da família dos psitacídeos) \| Pionopsitta caica \| \| pfonĩnĩ \| orelha-de-pau, cogumelo \| (certa espécie de fungo, termo genérico) \| \| \| pfouri \| jacu \| (ave da família dos craciformes) \| \| \| pfopfo \| coruja \| (termo genérico) \| \| \| pfouri \| jacu \| (ave da família dos craciformes) \| Penelope jacquacu, Cracidae \| \| pfupfu \| mãe-da-chuva \| (anfíbio) \| Leptodactylus labyrinthicus \| \| pfütxe \| cipó timbó \| (nome dado à planta) \| \| \| psiu \| araçari \| (ave da família dos ranfastídeos) \| Pteroglossus spp. \| \| psiunĩ \| certo tipo de orelha-de-pau pequena e branca \| \| \| \| tane \| cipó timbó \| (planta da família das papilionoídeas) \| \| \| tänõ \| rato sp. \| (mamífero da família dos roedores) \| \| \| tänĩrü \| pavãozinho \| (ave da família dos ralídeos) \| Eurypyga helias \| \| tärärä \| louva-a-deus \| (inseto) \| \| \| tärätärä \| caba sp. \| (inseto da família das vespas) \| \| \| tekati \| esquilo grande \| (mamífero da família dos roedores) \| Sciurus spp. \| \| tekatikäti \| esquilo pequeno \| (mamífero da família dos roedores) \| \| \| temari \| tincoã \| (ave da família dos cuculídeos) \| Piaya cayana \| \| tenopika \| grilo \| (inseto) \| Orthoptera, Gryllidae \| \| tepa \| tururi \| (planta da família das moráceas) \| Ficus maxima \| \| tepa \| figueira \| (árvore da família das moráceas) \| Ficus ulei \| \| tepa \| certo tipo de planta com folha grande e redonda que nasce no pé de aricuri \| \| \| \| terowä \| folha da planta qua nasce no pé de aricuri \| \| \| \| tepäno \| tapiu \| (certo tipo de formiga) \| \| \| tepfo \| cumaru-ferro \| (árvore da família das papilionoídeas) \| Dipteryx ferrea \| \| tepfürino \| caucho \| (árvore da família das moráceas) \| Brosimum parinarioides \| \| teri \| cutia \| (mamífero da família dos roedores) \| Dasyprocta spp. \| \| teürire \| minhoca \| (anelídeos) \| \| \| tewäriri \| lagarto \| (réptil da família dos lagartos) \| Bachia spp. \| \| tiriri \| dendrobate \| (anfíbio) \| Colostethus brunneus \| \| tokore \| uru \| (ave da família dos cracídeos) \| Odontophorus gujanensis \| \| tokorimẽ \| matamatá \| (réptil) \| \| \| toraka \| certa espécie de bambu \| (gramínea) \| \| \| torotoro \| sapo-cururu \| (anfíbio) \| Bufo paracnemis \| \| totomekakä \| cuité \| (planta da família das cucurbitáceas) \| \| \| tototxiã \| anacã \| (ave da família dos psitacídeos) \| Deroptyus accipitrinus \| \| totxiroro \| pinto-do-mato-de-cara-preta \| (ave da família dos psitacídeos) \| Formicarius analis \| \| tõdje \| piolho \| (inseto anopluro da da família dos pediculídeos) \| Pediculus humanus \| \| parotõdje \| parasita de galinha (i.e. piolho de galinha) \| \| \| \| tõkuri \| certa espécie de imbaúba \| (árvores da família das cecropiáceas) \| Cecropia spp. \| \| tõkuridje \| fruto da imbaúba \| \| \| \| tõkurinĩ \| folha da imbaúba \| \| \| \| tõo \| tatu-galinha \| (mamífero da família dos desdentados) \| Dasypus novemcinctus \| \| tõotxitxi \| tatu-quinze \| (mamífero da família dos desdentados) \| \| \| tõohirü \| tatu-cabeça-chata \| (mamífero da família dos desdentados) \| Euphractus sexcinctus \| \| tõori \| tatu-canastra \| (mamífero da família dos desdentados) \| Priodontes giganteus \| \| tõo \| tatucaba \| (inseto da família das vespas) \| Synoeca cyanea \| \| tõru \| totorobá \| (planta da família das sapotáceas) \| \| \| tõtõtxi \| urubu \| (ave da família dos falconiformes) \| Cathartes spp. \| \| tuiri \| certa espécie de abelha \| \| \| \| tünikoakakä \| vira-bosta \| (inseto) \| \| \| türü \| rato-toró \| (mamífero da família dos roedores) \| \| \| txaõ \| arraia \| (peixe) \| Potamotrygon sp. \| \| txeo \| cancão-grande \| (ave da família dos falconiformes) \| Daptrius americanus \| \| txerere \| cupim \| (termo genérico) \| \| \| txerereka \| cupinzeiro \| \| \| \| txẽwẽ \| ararinha \| (ave da família dos psitacídeos) \| Aratinga leucophthalmus \| \| txihihi \| tucandeira, tocandira \| (inseto da família das formiga) \| Paraponera clavata \| \| txihini \| murumuru \| (planta da família das arecáceas) \| Astrocaryum murumuru \| \| txinikakä \| sapo \| (anfíbio) \| Bufo sp. \| \| txinitürürü \| sanhaçu \| (aves da família dos traupídeos) \| \| \| txiniurawaka \| maracujá \| (planta da família das magnoliopsidas) \| Passiflora spp. \| \| txire \| japiim \| (ave da família dos icterídeos) \| Cacicus cela \| \| txirono \| mucuim \| (ácaros prostigmatos da família dos trombiculídeos) \| \| \| txitxihõ \| graúna, chico-preto \| (ave da família dos icterídeos) \| \| \| txitoro \| seringueira \| (planta da família das euforbiáceas) \| Hevea spp. \| \| txitxi \| milho \| (planta da família das gramíneas) \| Zea mays \| \| txitxika \| carrapato \| (invertebrado da família dos ixodídeos e argasídeos) \| \| \| txiwiwi \| maçarico \| (ave da família dos caradriiformes) \| \| \| txiu \| seriema \| (ave da família dos tinamídeos) \| \| \| txitxi \| abiurana \| (sapotáceas) \| \| \| txoritxi \| martim-pescador \| (ave da família dos alcedinídeos) \| \| \| txuitxi \| andorinha \| (ave da família dos hirundinídeos) \| \| \| txüererepika \| girino \| (anfíbio) \| \| \| uhiri \| jacaré \| (réptil crocodiliano da família dos aligatorídeos) \| \| \| upi \| mamuí \| (árvore da família das bombacácea) \| \| \| urenõrü \| urutau, mãe-da-lua \| (ave da família das caprimulgiformes) \| Nyctibius spp. \| \| urudjü \| arapuã \| (inseto da família das abelhas) \| Trigona quadripunctata \| \| ünĩ \| pupunha \| (planta da família das arecáceas) \| \| \| üri \| guariba \| (mamífero da família dos primatas) \| Alouatta ursina \| \| wa \| onça \| (mamíferos da família dos carnívoros) \| Felis concolor \| \| wabe \| onça-vermelha \| \| \| \| wa \| cão, cachorro \| (mamíferos da família dos carnívoros) \| Canis familiaris \| \| wapako \| cachorra, cadela \| (mamíferos da família dos carnívoros) \| Canis familiaris \| \| wabiro \| pantera (i.e. onça-preta) \| \| \| \| watxiri \| cachorro-do-mato, raposa \| (mamíferos da família dos carnívoros) \| Atelocynus microtis \| \| watxitxi \| leão (i.e. onça grande) \| \| \| \| waka \| acauã \| (ave da família dos falconiformes) \| \| \| wakänia \| cegonha \| (ave da família dos ciconiformes) \| \| \| wakäno \| tuiuiu, jaburu \| (ave da família dos ciconiformes) \| Jabiru mycteria \| \| wakänõtätä \| garça \| (ave da família dos ciconiformes) \| Casmerodius alba, Egretta spp. \| \| wakänõbiro \| garça-negra \| \| \| \| wakänõtxitxi \| jaburu \| \| \| \| wakäo \| pariri \| (planta da família das sapotáceas) \| Pouteria durlandii \| \| waodü \| preguiça \| (mamífero da família dos desdentados) \| \| \| warokä \| matá-matá \| (planta da família das lecitidáceas) \| \| \| warurei \| gato-de-casa \| (mamífero da família dos carnívoros) \| \| \| watara \| lobo-guará \| (mamífero da família dos carnívoros) \| \| \| watã \| certo tipo de pama \| (planta) \| Helicostylis tomentosa \| \| waure \| ariranha \| (mamífero da família dos carnívoros) \| Pteronura brasiliensis \| \| wauretätä \| lontrinha \| (mamífero da família dos carnívoros) \| Lutra longicaudis \| \| watopfobzia \| cancão-de-anta \| (ave da família dos falconiformes) \| Daptrius ater \| \| wãtäkünipe \| jibóia-de-anta \| (planta da família das melastomatáceas) \| Bellucia imperialis \| \| wãwã \| cunauaru \| (anfíbio) \| Phrynohyas resinifictrix/Phrynohyas venulosa \| \| wäwä \| certo tipo de remédio contraceptivo extraído da árvore chamada itãtõa \| \| \| \| weka \| colhereiro \| (ave da família dos ciconiformes) \| \| \| wero \| murici \| (planta da família das malpighiáceas) \| \| \| wewe \| macaco-da-noite \| (mamífero da família dos primatas) \| Aotus trivirgatus \| \| wiri \| copaíba \| (árvore da família das cesalpinoídeas) \| Copaifera sp. \| \| wiräwirä \| vagalume sp. \| \| \| \| witxäo \| cricrió, mãe-da-seringa \| (ave da família dos cotingídeos) \| Lipaugus vociferans \| \| wowira \| ariramba \| (ave da família dos galbulídeos) \| Galbula dea \| \| wuwu \| bicheira, berne \| (inseto da família dos dípteros) \| \| \| wüka \| mãe-da-chuva \| (anfíbio) \| Leptodactylus knudseni \| | | |                                                    |
| Djeoromitxi | Português                                                                                             | Taxonomia | Nome científico                                    |
| aoritätä | aracuã                                                                                                | (ave da família dos cracídeos)                                                                               | Ortalis ruficauda                                  |
| apekudji | acariquara                                                                                            | (planta da família das olacáceas)                                                                            |                                                    |
| are | certo tipo de piaba                                                                                   | |                                                    |
| awire | tapiucaba, tapiu                                                                                      | (certo tipo de vespa que fica perto de ninhos de japim)                                                      |                                                    |
| ärätxä | cachorro-do-mato                                                                                      | (mamífero da família dos carnívoros, sp.)                                                                    |                                                    |
| bakão; hõãtxitäkänõrü | banana-branca                                                                                         | |                                                    |
| barera | tucunaré spp.                                                                                         | (peixe da família dos percoformes)                                                                           |                                                    |
| bari | espécie de abelha que corta cabelo                                                                    | |                                                    |
| bäräte | rato                                                                                                  | (termo genérico)                                                                                             |                                                    |
| bärätenini | camarão                                                                                               | (artrópodes)                                                                                                 |                                                    |
| bäruhõ | tento, mulungu                                                                                        | (árvore da família das papilionoídeas)                                                                       |                                                    |
| bäte | aricuri                                                                                               | (fruto da palheira de aricuri)                                                                               |                                                    |
| bätenĩ | palheira de aricuri                                                                                   | |                                                    |
| bäte | coco                                                                                                  | (termo genérico)                                                                                             |                                                    |
| bätõ | urtiga                                                                                                | (urticácea da espécie)                                                                                       | Urera sp.                                          |
| bätõnĩrü | jurubeba                                                                                              | (solanácea)                                                                                                  | Solanum paniculatum                                |
| bedje | caba                                                                                                  | (termo genérico, nome dado à vespa e marimbondo no norte do país)                                            |                                                    |
| bekotxi | abelha-da-terra                                                                                       | (inseto da família das abelhas)                                                                              |                                                    |
| benĩnĩka | lambe-olhos                                                                                           | (insetos da família das abelhas)                                                                             | Melipona duckei                                    |
| bepĩkäri | bejuí                                                                                                 | (inseto da família das abelhas)                                                                              |                                                    |
| bedjedje | certa espécie de imbaúba                                                                              | |                                                    |
| behä | Pourouma spp.                                                                                         | | Pourouma spp.                                      |
| beibzia | irara                                                                                                 | (mamífero da família dos carnívoros da espécie)                                                              | Eira barbara                                       |
| bekidji | cana-de-açúcar                                                                                        | (planta da família das gramíneas)                                                                            | Saccharum officinarum                              |
| bepĩ | tataíra                                                                                               | (inseto, abelhas)                                                                                            | Oxytrigona tataira                                 |
| beretxe | morcego                                                                                               | (mamífero da família dos morcegos)                                                                           |                                                    |
| bi | jenipapo                                                                                              | (planta da família rubiáceas)                                                                                | Genipa americana                                   |
| biku | árvore do jenipapo                                                                                    | |                                                    |
| bini | folha do jenipapo                                                                                     | |                                                    |
| bika | jenipapo (fruto)                                                                                      | |                                                    |
| bire | taioba                                                                                                | (planta da família das aracáceas)                                                                            | Xanthosoma sagittifolium                           |
| bireka | batata da taioba                                                                                      | |                                                    |
| birenĩ | folha da taioba                                                                                       | |                                                    |
| bitä | nambu                                                                                                 | |                                                    |
| bitä | pássaro                                                                                               | (termo genérico)                                                                                             |                                                    |
| bitäkänõrü | araponga                                                                                              | (ave da família dos cotingídeos)                                                                             |                                                    |
| bitätxukuanorü | galo-da-campina                                                                                       | (ave da família dos fringilídeos)                                                                            |                                                    |
| bitxi | mutum-cavalo                                                                                          | (ave da família dos cracídeos)                                                                               | Mitu tuberosa                                      |
| bitxitätä | urumutum                                                                                              | (ave da família dos cracídeos)                                                                               |                                                    |
| bitxinürü | cigana                                                                                                | (ave da família dos opistocomídeos)                                                                          | Opisthocomus hoazin                                |
| bitxikütü | saci, matim-taperera                                                                                  | (ave da família dos cuculídeos)                                                                              | Tapera naevia                                      |
| bitxiri | formiga-taxi                                                                                          | (inseto da família das formigas)                                                                             | Pseudomyrmex sp.                                   |
| bitxiri | táxi                                                                                                  | (árvore da família das cesalpinoídeas)                                                                       | Tachigali sp.                                      |
| boboi | certa espécie de bambu                                                                                | (planta da família das gramíneas)                                                                            |                                                    |
| bobobzia | mãe-da-chuva                                                                                          | (anfíbio) | Leptodactylus pentadactylus                        |
| bokati | mamão                                                                                                 | (fruto do mamoeiro da família das caricáceas)                                                                | Carica papaya                                      |
| bokatihõ | semente de mamão                                                                                      | |                                                    |
| bokatirirü | melancia                                                                                              | (planta da família das curcubitáceas)                                                                        |                                                    |
| bokõ | pium                                                                                                  | (inseto da família dos dípteros)                                                                             | Simulium sp.                                       |
| bokõtxiwe | borrachudo                                                                                            | (da família dos dípteros)                                                                                    |                                                    |
| bopinõ | caba-caçadeira                                                                                        | (inseto da família das formigas)                                                                             | Pepsis sp.                                         |
| bore | mandioca                                                                                              | (planta da família das euforbiáceas)                                                                         | Manihot utilissima                                 |
| boreku | maniva                                                                                                | (pedaços pequenos cortados da planta da mandioca, específicos para o plantio)                                |                                                    |
| borehiri | sabiá sp.                                                                                             | (ave da família dos turdídeos)                                                                               | Turdus sp.                                         |
| borekutxi | samaúma-da-beira                                                                                      | (árvore da família das bombáceas)                                                                            | Ceiba pentandra                                    |
| boriri | patuá, patauá                                                                                         | (planta da família das aracáceas)                                                                            | Oenocarpus bataua                                  |
| bu | cará                                                                                                  | (planta da família das dioscoreáceas)                                                                        | Dioscorea spp.                                     |
| bubu | ora (i.e. larva de certa mosca)                                                                       | |                                                    |
| bzibei | macaco-de-cheiro                                                                                      | (mamífero da família dos primatas)                                                                           | Saimiri sciureus                                   |
| bzieko | jabuti                                                                                                | (quelônio terrestre)                                                                                         | Geochelone sp.                                     |
| bziekoirü | tartaruga                                                                                             | (quelônio aquático)                                                                                          |                                                    |
| bzietxe | cacau                                                                                                 | (planta da família das esterculiáceas)                                                                       | Theobroma cacao                                    |
| bzihi | macaco-de-cheiro                                                                                      | (mamífero da família dos primatas)                                                                           |                                                    |
| bzihipikorü | mico-leão-dourado                                                                                     | (mamífero da família dos primatas)                                                                           | Leontopithecus rosalia                             |
| bzikanono | lixeiro                                                                                               | | Curatella americana                                |
| bzio | mucura-xixica                                                                                         | (mamífero da família dos marsupiais)                                                                         |                                                    |
| bziohõberü | pacu sp.                                                                                              | (peixe) | Mylossoma sp.                                      |
| bzipikorü | saui                                                                                                  | (mamífero da família dos primatas)                                                                           |                                                    |
| bzira | traíra                                                                                                | (peixe) | Hoplias spp.                                       |
| bziratxitxi | pirarucu                                                                                              | (peixe) | Arapaima gigas                                     |
| bzire | macaco-prego                                                                                          | (mamífero da família dos primatas)                                                                           | Cebus sp.                                          |
| bzire | macaco                                                                                                | (termo genérico)                                                                                             |                                                    |
| bzirebzire | vaga-lume, pirilampo                                                                                  | (inseto) | Lampyris noctiluca                                 |
| bzirikõã | certa espécie de perereca                                                                             | (anfíbio) | Hyla boans                                         |
| bzirima | abóbora                                                                                               | (planta da família das cucurbitáceas)                                                                        | Cucurbita                                          |
| bziunĩ | cogumelo                                                                                              | (espécie de fungo de cor branca que nasce no tronco podre, conhecido popularmente por orelha-de-pau)         |                                                    |
| ditxedu | mandi pequeno                                                                                         | (peixe liso)                                                                                                 |                                                    |
| dore | bacuri                                                                                                | (árvore da família das clusiáceas)                                                                           | Platonia insignis                                  |
| djärä | bacaba                                                                                                | (planta da família das areáceas)                                                                             |                                                    |
| djebzia | moça-branca                                                                                           | (inseto da família das abelhas)                                                                              |                                                    |
| djebzia | abelha-canudo                                                                                         | |                                                    |
| djedje | paca                                                                                                  | (mamífero da família dos roedores)                                                                           | Cuniculus paca virgata                             |
| djeopäre | caju                                                                                                  | (planta da família das anacardiáceas)                                                                        | Anacardium occidentale                             |
| dji | mucura                                                                                                | (mamífero da família dos marsupiais)                                                                         | Didelphis marsupialis                              |
| djiäro | fruto do totaí                                                                                        | |                                                    |
| djiäronĩ | palheira do totaí                                                                                     | |                                                    |
| djibe; koraka | cabaça                                                                                                | (planta da família das cucurbitáceas)                                                                        | Lagenaria siceraria                                |
| djidji | samambaia                                                                                             | (certo tipo)                                                                                                 |                                                    |
| djirirükäboa | candiru                                                                                               | (peixe liso)                                                                                                 | Catopsis sp.                                       |
| djiroro | torom-patinho                                                                                         | (ave da família dos formicarídeos)                                                                           | Myrmothera campanisona                             |
| bitädjitxi | revoada (i.e. bando de pássaros)                                                                      | |                                                    |
| minõdjitxi | cardume (i.e. bando de peixe)                                                                         | |                                                    |
| bedjedjitxi | enxame (i.e. bando de abelhas)                                                                        | |                                                    |
| wadjitxi | matilha (i.e. bando de cachorro)                                                                      | |                                                    |
| djedjedjitxi | bando de paca                                                                                         | |                                                    |
| djoi | inambu-relógio, sururina                                                                              | (ave da família dos tinamídeos)                                                                              | Crypturellus soui                                  |
| djoitxitxi | inambu-anhangá                                                                                        | (ave da família dos tinamídeos)                                                                              | Crypturellus variegatus                            |
| djokape | cipó-ambé                                                                                             | (planta da família das areáceas)                                                                             | Philodendron goeldii                               |
| djokorekakä | cuia                                                                                                  | (planta da família das curcubitáceas)                                                                        | Crescentia cujete                                  |
| djopsipsi | maria-preta                                                                                           | (planta da família das verbenáceas)                                                                          | Vitex polygama                                     |
| djühüre | girino (i.e. larvas dos anfíbios)                                                                     | |                                                    |
| eitxi | boto                                                                                                  | (mamífero da família dos cetáceos)                                                                           |                                                    |
| eo | ema                                                                                                   | (ave da família dos tinamídeos)                                                                              |                                                    |
| eruwe | papagaio spp.                                                                                         | (ave da família dos psitacídeos)                                                                             | Amazona spp.                                       |
| eruwekidji | papagaio-caboclo                                                                                      | (ave da família dos psitacídeos)                                                                             | Amazona farinosa                                   |
| eruwenĩburü | papagaio-estrela                                                                                      | (ave da família dos psitacídeos)                                                                             | Amazona ochrocephala                               |
| erürü | tiririca                                                                                              | (planta da família das ciperáceas)                                                                           | Scleria spp.                                       |
| habäro | pássaro-boi                                                                                           | (ave da família dos cotingídeos)                                                                             | Cephalopterus ornatus                              |
| habzi | algodoeiro                                                                                            | (planta da família das malváceas)                                                                            | Gossypium barbadense                               |
| habzikakä | algodão (pêlos)                                                                                       | |                                                    |
| habzi; habzikakä | besouro-de-chifre                                                                                     | (inseto) |                                                    |
| hamitxi | caba-rajada                                                                                           | (inseto da fmília das vespas)                                                                                |                                                    |
| hanõ | gongo de coco                                                                                         | (larva de certo tipo de besouro que come coco)                                                               |                                                    |
| hareru | borboleta                                                                                             | (termo genérico)                                                                                             |                                                    |
| hatxihurü | alicorne, anhuma                                                                                      | (ave da família dos anatídeos)                                                                               |                                                    |
| hau | lagarto spp.                                                                                          | (termo genérico)                                                                                             |                                                    |
| hau | calango                                                                                               | (réptil da família dos lagartos)                                                                             | Ameiva ameiva                                      |
| haure | lagartixa                                                                                             | (réptil da família dos lagartos)                                                                             | Thecadactylus rapicauda                            |
| hau | teju                                                                                                  | (réptil da família dos lagartos)                                                                             | Tupinambis teguixin                                |
| hautonõ | calango-liso                                                                                          | (réptil da família dos lagartos)                                                                             |                                                    |
| hautxitxi | camaleão                                                                                              | (réptil da família dos lagartos)                                                                             | Iguana iguana                                      |
| hawate | pente de macaco (i.e. certo fruto preto, redondo e cheio de pontas)                                   | |                                                    |
| hawakata | lagarta-de-fogo                                                                                       | (espécie de lagarta que ao tocar na pele queima)                                                             |                                                    |
| hawakata | lagarta-preguiça                                                                                      | (espécie de lagarta peluda parecida com algodão, ao entrar em contato com a pele causa ardor intenso)        |                                                    |
| hawahiri | macaco-cabeludo                                                                                       | (mamífero da família dos primatas)                                                                           | Pithecia pithecia                                  |
| hawano | caranguejeira                                                                                         | (artrópode)                                                                                                  | Avicularia spp.                                    |
| hemi | batata-doce                                                                                           | (planta da família das convolvulácea)                                                                        | Ipomoea batatas                                    |
| hemi | tarumã                                                                                                | (planta da família das verbenáceas)                                                                          |                                                    |
| heru | saúva                                                                                                 | (certo tipo que voa e sai na época da tanajura)                                                              |                                                    |
| hetxiõnõbä | planta uzada para cheirar quando se está gripado, seu fruto é roxo e é chamado de fruta da tucandeira | |                                                    |
| hetxiuka | certa espécie de peixe                                                                                | |                                                    |
| hibo | japu                                                                                                  | (ave da família dos icterídeos)                                                                              | Psarocolius sp.                                    |
| hihõni | cogumelo                                                                                              | (certo tipo)                                                                                                 |                                                    |
| hiri | peixe-cachorro                                                                                        | (peixe) | Hydrolycus sp.                                     |
| hiri | cubiu, charuto                                                                                        | (peixe) | Anodus sp.                                         |
| hirü | suindara, rasga-mortalha                                                                              | (ave da família dos estrigídeos)                                                                             | Tyto alba                                          |
| hoãbzia | capivara                                                                                              | (mamífero da família dos roedores)                                                                           | Hydrochaeris hydrochaeris                          |
| hokä | envira                                                                                                | (planta da família das anonáceas)                                                                            |                                                    |
| homi | ingá                                                                                                  | (planta da família das mimosóidea)                                                                           | Inga spp.                                          |
| houka | jeju                                                                                                  | (peixe) | Hoplerythrinus unitaeniatus                        |
| houka | jeju                                                                                                  | (peixe) | Hoplerythrinus unitaeniatus                        |
| hõari | sororoca (i.e. banana do mato)                                                                        | |                                                    |
| hõã | anta                                                                                                  | (mamífero da família dos artiodáctilos)                                                                      | Tapirus terrestris                                 |
| hõãmekurü | boi (i.e. anta de chifre)                                                                             | |                                                    |
| hõatxikakä | ostra                                                                                                 | (molusco) |                                                    |
| hõãtxitä | banana                                                                                                | (termo genérico)                                                                                             |                                                    |
| hõãtxitäkuritxi | banana-comprida                                                                                       | |                                                    |
| hõãtxitäkänõrü | banana-branca                                                                                         | |                                                    |
| hõä | anta                                                                                                  | |                                                    |
| hõäro | abiu                                                                                                  | (sapotácea)                                                                                                  |                                                    |
| hõbetä | palma de banana                                                                                       | |                                                    |
| hõbziori | jacundá sp.                                                                                           | (peixe da família dos percomorfes)                                                                           | Crenicichla spp.                                   |
| hõpa | enxu                                                                                                  | (inseto da família das abelhas)                                                                              |                                                    |
| hõtxi | tucano                                                                                                | (ave da família dos ranfastídeos)                                                                            | Ramphastos spp.                                    |
| huho | murucututu                                                                                            | (ave da família dos estrigídeos)                                                                             | Pulsatrix perspicillata                            |
| huru | udu                                                                                                   | (ave da família dos momotídeos)                                                                              | Momotus momota                                     |
| hũparübe | beijucaba                                                                                             | (inseto da família das vespas)                                                                               | Apoica pallida                                     |
| hühü | socó-boi                                                                                              | (ave da família dos ciconiformes)                                                                            | Tigrisoma lineatum                                 |
| ibiro | socó-panema                                                                                           | (ave da família dos ciconiformes)                                                                            |                                                    |
| iheru | formiga                                                                                               | (inseto da família das formigas)                                                                             |                                                    |
| iniania | bem-te-vi                                                                                             | (ave da família dos tiranídeos)                                                                              | Pitangus sulphuratus                               |
| ininiküterü | curimatã                                                                                              | (peixe) | Prochilodus rubrotaeniatus                         |
| ionorü | rabo-de-fogo                                                                                          | (peixe) |                                                    |
| iotarü | matrinxã                                                                                              | (peixe) | Brycon sp.                                         |
| ipfuru | gogó-de-sola, jupará                                                                                  | (mamífero da família dos carnívoros)                                                                         | Potos flavus                                       |
| iraherü | piaba                                                                                                 | (peixe) |                                                    |
| iraherü | lambari                                                                                               | (peixe) |                                                    |
| irahirütxitxi | jatuarana                                                                                             | (peixes) |                                                    |
| iriki | periquito                                                                                             | (ave da família dos psitacídeos)                                                                             | Brotogeris sanctithomae                            |
| itãtoa | árvore de onde provem certo tipo de remédio contraceptivo                                             | |                                                    |
| itõ | certa espécie de abelha                                                                               | (inseto da família das abelhas)                                                                              | Mamangaba                                          |
| itõkuru | uruçu-boi                                                                                             | (inseto da família das abelhas)                                                                              | Melipona scutellaris                               |
| itõpsiru | pica-pau-anão                                                                                         | (ave da família dos picídeos)                                                                                | Picumnus sp.                                       |
| bedjeka | casa de abelha, casa de marimbondo, colmeia                                                           | |                                                    |
| txerereka | casa de cupim, cupinzeiro                                                                             | |                                                    |
| nĩka | casa                                                                                                  | (seres humanos)                                                                                              |                                                    |
| kabikädji | percevejo                                                                                             | (inseto da família dos hemípteros)                                                                           |                                                    |
| kabikädji | besouro cinza que come árvore                                                                         | |                                                    |
| kadje | dançarino                                                                                             | (ave da família dos piprídeos)                                                                               |                                                    |
| kadjubzia | pinto-do-mato-coroado                                                                                 | (ave da família dos formicarídeos)                                                                           | Formicarius colma                                  |
| kai | marajá                                                                                                | (planta da família das arecáceas)                                                                            | Bactris spp.                                       |
| kamĩte | breu                                                                                                  | (planta da família das burseráceas)                                                                          |                                                    |
| kamĩte | cera                                                                                                  | (temo genérico)                                                                                              |                                                    |
| kara | periquito cara suja                                                                                   | |                                                    |
| karopsitõ | cipó-titica                                                                                           | (planta da família das aráceas)                                                                              | Heteropsis jenmanii                                |
| karüi | gengibre, mangarataia                                                                                 | (planta da família das zingiberáceas)                                                                        | Zingiber officinale                                |
| katimari | grilo-toupeira                                                                                        | (inseto) | Orthoptera, Gryllidae                              |
| käkä | algodão (i.e. parte branca da flor do algodão)                                                        | |                                                    |
| käkäe | juriti-verdadeira                                                                                     | (ave da família dos columbídeos)                                                                             | Leptotila rufaxilla                                |
| käokurü | gato-maracajá                                                                                         | (mamífero da família dos carnívoros)                                                                         | Felis pardalis                                     |
| käpä | castanha                                                                                              | (certo tipo)                                                                                                 |                                                    |
| käpäbidji | certa espécie de bambu                                                                                | (planta da família das gramíneas)                                                                            |                                                    |
| käwe | maguari                                                                                               | (ave da família dos ciconiformes)                                                                            | Ardea herodias                                     |
| kiriripika | beija-flor                                                                                            | (ave da família dos troquilídeos)                                                                            |                                                    |
| kodore | bacuri                                                                                                | |                                                    |
| koi | bico-de-brasa                                                                                         | (ave da família dos buconídeos)                                                                              | Monasa atra                                        |
| komẽ | amendoim                                                                                              | (planta da família das papilionoídeas)                                                                       | Arachis hypogaea                                   |
| komẽpika | barata                                                                                                | (inseto da família dos blataria)                                                                             |                                                    |
| kore | lagarta comestível que dá em palheira                                                                 | |                                                    |
| korekä | cogumelo                                                                                              | (espécie de fungo (orelha-de-pau) de cor cinza que nasce no tronco das árvores)                              |                                                    |
| koretxi | feijão                                                                                                | (planta da família das papilionoídeas)                                                                       | Phaseolus spp.                                     |
| koretxitä | fava                                                                                                  | |                                                    |
| koretxirirü | feijão guandu                                                                                         | |                                                    |
| koretxirikarü | feijão de corda                                                                                       | |                                                    |
| korokoro | corocoró                                                                                              | (ave da família dos ciconiformes)                                                                            | Mesembrinibis cayennensis                          |
| korokoro | cigarra spp.                                                                                          | (insetos) |                                                    |
| kororipika | surucuá                                                                                               | (ave da família dos trogonídeos)                                                                             | Trogon spp.                                        |
| ku | árvore                                                                                                | (termo genérico)                                                                                             |                                                    |
| kube | paxiubinha                                                                                            | (árvore da família das arecáceas)                                                                            | Iriartella setigera                                |
| kube | broto de açaí                                                                                         | |                                                    |
| kubi | flecha                                                                                                | (planta da família das gramíneas)                                                                            | Gynerium sp.                                       |
| kubidji | bambu                                                                                                 | (planta da família das gramíneas)                                                                            |                                                    |
| kubi | taquara                                                                                               | |                                                    |
| kubitxi | paxiúba-barriguda                                                                                     | (planta da família das arecáceas)                                                                            | Socratea exorrhiza                                 |
| kuboro | carapanaúba                                                                                           | (árvore da família das apocináceas)                                                                          | Aspidosperma spp.                                  |
| kudi | veado-mateiro                                                                                         | (mamífero da família dos artiodáctilos)                                                                      | Mazama americana                                   |
| kudikäri | veado-catingueiro                                                                                     | (mamífero da família dos artiodáctilos)                                                                      | Mazama sp.                                         |
| kuditxitxi | veado-galheiro                                                                                        | (mamífero da família dos artiodáctilos)                                                                      |                                                    |
| kuhenĩ | mosca spp.                                                                                            | (insetos da família dos dípteros)                                                                            | Musca domestica                                    |
| kukarübi | pitomba                                                                                               | (planta da família das sapindáceas)                                                                          | Talisia spp.                                       |
| kumepika | samaúma-da-terra                                                                                      | (árvore da família das bombacáceas)                                                                          |                                                    |
| kunime | mandi-sapo                                                                                            | (peixe liso)                                                                                                 |                                                    |
| kunitärä | itaúba, louro                                                                                         | (árvore da família das lauráceas)                                                                            |                                                    |
| kunĩ-hõ | espinheiro                                                                                            | (planta da família das mimosoídeas)                                                                          |                                                    |
| kunĩ | cuandu sp.                                                                                            | (mamífero da família dos roedores)                                                                           | Coendou prehensilis                                |
| kunĩmetxitxi | bagre, barba-chata                                                                                    | (peixe) | Galeichthys feliceps (?)                           |
| kunõnorü | formiga-do-jacamim                                                                                    | (inseto da família das formigas)                                                                             | Eciton sp.                                         |
| kunõrübi | formiga-carioca                                                                                       | (inseto da família das formigas)                                                                             | Eciton burchellii                                  |
| kunõhihi | formiga                                                                                               | (termo genérico)                                                                                             |                                                    |
| kunõtotxitxi | jacamim                                                                                               | (ave da família dos ralídeos)                                                                                | Psophia crepitans                                  |
| kunõtxitxinõrü | saracura                                                                                              | (ave da família dos ralídeos)                                                                                | Aramides cajanea                                   |
| kurabi | urucu                                                                                                 | (planta da família das bixáceas)                                                                             | Bixa orellana                                      |
| kuraheri | inambu-preto                                                                                          | (ave da família dos tinamídeos)                                                                              | Crypturellus cinereus                              |
| kuraheribodji | arumã                                                                                                 | |                                                    |
| kurao | bacurau                                                                                               | (ave da família dos caprimulgiformes)                                                                        | Caprimulgus spp.                                   |
| kurapari | arapari                                                                                               | (árvore da família das cesalpinoídeas)                                                                       | Macrolobium acaciifolium                           |
| kuraudje | trinca-culhão, pentelho-da-velha                                                                      | (inseto da família das formigas)                                                                             | Odontomachus chelifer                              |
| kurawahĩhĩ | urubuzinho                                                                                            | (ave da família dos buconídeos)                                                                              |                                                    |
| kurawaĩhĩ | pica-pau-preto                                                                                        | (ave da família dos picídeos)                                                                                |                                                    |
| kurekä | cogumelo                                                                                              | (certo tipo de fungo (orelha-de-pau) que nasce no tronco de árvore)                                          |                                                    |
| kurerü | formiga                                                                                               | (certa espécie de inseto da família das formigas)                                                            | Cephalotes atratus                                 |
| kuroo | rolinha                                                                                               | (ave da família dos columbideos)                                                                             | Columbina spp.                                     |
| kuru; kurupfü | buriti                                                                                                | (planta da família das arecáceas)                                                                            | Mauritia flexuosa                                  |
| kurupfüka | fruto de buriti                                                                                       | |                                                    |
| kurudje | taracuá                                                                                               | (inseto da famíla das formigas)                                                                              | Camponotus sp.                                     |
| kurupfü | palheira de buriti                                                                                    | |                                                    |
| kuti | caba-de-coco                                                                                          | (certo tipo de vespa que vive com formigas)                                                                  |                                                    |
| künitxe | mão-de-cachorro                                                                                       | (certo tipo de fruta que parece com a pata de cachorro, redonda e doce, quando madura sua casca é laranjada) |                                                    |
| küpsi | coelho                                                                                                | (mamífero da família dos roedores)                                                                           | Sylvilagus brasiliensis                            |
| küpsia | cogumelo                                                                                              | (certo tipo de fungo (orelha-de-pau))                                                                        |                                                    |
| küpsitätä | preá                                                                                                  | (mamífero da família dos roedores)                                                                           | Cavia aperea                                       |
| küto | zogue-zogue                                                                                           | (mamífero da família dos primatas)                                                                           | Callicebus torquatus                               |
| kütüe | cumaru-de-cheiro, cerejeira                                                                           | (árvore da família das papilionoídea)                                                                        | Dipteryx sp.                                       |
| manome | formiga-de-fogo                                                                                       | (inseto da família das formigas)                                                                             | Solenopsis sp.                                     |
| mekutxi | pomba spp.                                                                                            | (ave da família dos columbídeos)                                                                             |                                                    |
| meminõ | maracanã-pescoço-amarelo                                                                              | (ave da família dos psitacídeos)                                                                             | Ara auricollis                                     |
| meriri | apuí                                                                                                  | (árvore da família das moráceas)                                                                             | Ficus fagifolia                                    |
| metome | bico-de-guará                                                                                         | (planta da família das musáceas)                                                                             | Heliconia sp.                                      |
| metxirikakä | embuá                                                                                                 | (artrópode)                                                                                                  |                                                    |
| mẽ | cobra                                                                                                 | (termo genérico)                                                                                             |                                                    |
| neru | jibóia                                                                                                | (réptil da família das cobras)                                                                               | Boa sp.                                            |
| mẽrübiri | jararaca                                                                                              | (réptil da família das cobras)                                                                               | Bothrops atrox                                     |
| mẽbiro | muçurana, cobra-preta                                                                                 | (réptil da família das cobras)                                                                               | Clelia clelia                                      |
| mẽkähõ | pico-de-jaca                                                                                          | |                                                    |
| mẽkapi | cobra-papagaio, cobra-verde                                                                           | (réptil da família das cobras)                                                                               |                                                    |
| mẽpfuru | sucuri                                                                                                | (réptil da família das cobras)                                                                               |                                                    |
| mẽpforoni | cobra coral                                                                                           | (réptil da família das cobras)                                                                               | Micrurus spp.                                      |
| mẽtemĩ | caninana                                                                                              | (réptil da família das cobras)                                                                               |                                                    |
| mẽkähũ | surucucu                                                                                              | (réptil da família das cobras)                                                                               | Lachesis mutus                                     |
| mẽotõ | cobra-de-duas-cabeças                                                                                 | (réptil da família das cobras)                                                                               | Amphisbaena fuliginosa                             |
| mẽnĩmĩ | coatá                                                                                                 | (mamífero da família dos primatas)                                                                           | Ateles paniscus                                    |
| mẽnĩmĩpikatxi | barrigudo                                                                                             | (mamífero da família dos primatas)                                                                           |                                                    |
| mẽrẽmẽrẽ | papagaio-madeira                                                                                      | (ave da família dos psitacídeos)                                                                             | Amazona amazonica                                  |
| mikadju | libélula                                                                                              | (inseto da família dos odonata)                                                                              | Sympetrum spp.                                     |
| minio | caracol                                                                                               | (molusco da família dos gastropoda)                                                                          | Helicidae spp.                                     |
| minõ | peixe                                                                                                 | (termo genérico)                                                                                             |                                                    |
| minõdädätxi | cangati                                                                                               | (peixe liso)                                                                                                 | Trachycorystes trachycorystes                      |
| minõrürü | piranha                                                                                               | (termo genérico)                                                                                             |                                                    |
| minõtxitxi | piraíba                                                                                               | (peixe liso)                                                                                                 | Brachyplathystoma filamentosum                     |
| minõtxitxi | tambaqui                                                                                              | (peixe da família dos characiformes)                                                                         | Characidae, Colossoma macropomum                   |
| minõkütürü | jaraqui                                                                                               | (peixe) | Semaprochilodus taeniurus/Semaprochilodus insignis |
| minõtxikorü | surubim                                                                                               | (peixe liso)                                                                                                 | Pseudoplatystoma fasciatum                         |
| minõtxikorünõrü | pirarara                                                                                              | (peixe liso)                                                                                                 | Phractocephalus hemioliopterus                     |
| mioro | pica-pau                                                                                              | (termo genérico)                                                                                             |                                                    |
| mire; mire-txitxi | poraquê                                                                                               | (peixe) | Electrophorus electricus                           |
| mire | peixe-agulha                                                                                          | |                                                    |
| miretxitxi | poraquê                                                                                               | |                                                    |
| mitäka | acará spp.                                                                                            | (peixe da família dos percomorfes)                                                                           |                                                    |
| mitärükü | pau-d'arco                                                                                            | (planta da família das bignoniáceas)                                                                         | Tabebuia guayacan                                  |
| mitetxitxi | bacuri-de-anta                                                                                        | (planta da família das clusiáceas)                                                                           |                                                    |
| mĩ | anum                                                                                                  | (ave da família dos cuculídeos)                                                                              | Crotophaga ani                                     |
| mĩkadju | tetéu                                                                                                 | (ave da família dos caradriiformes)                                                                          |                                                    |
| mĩtokakä | caranguejo                                                                                            | (crustáceo, spp.)                                                                                            |                                                    |
| naburi | patoá                                                                                                 | (fruta arrocheada, característica da região amazônica)                                                       |                                                    |
| ne | abelha                                                                                                | (certa espécie)                                                                                              |                                                    |
| neruhõ | mogno                                                                                                 | (árvore da família das meliáceas)                                                                            |                                                    |
| newei | sardinha                                                                                              | (peixe, sp.)                                                                                                 |                                                    |
| nibükakä | tamboatá                                                                                              | (peixe da família dos armados)                                                                               | Callichthys spp.                                   |
| nimekäri | aranha                                                                                                | (termo genérico)                                                                                             |                                                    |
| nirübi | mandi-amarelo                                                                                         | (peixe liso)                                                                                                 |                                                    |
| nĩkatxĩ | planta trepadeira                                                                                     | |                                                    |
| nirübi | certo tipo de peixe                                                                                   | (com pintas amarelas)                                                                                        |                                                    |
| nonokakä | certa espécie de perereca                                                                             | (anfíbio) | Hyla marmorata                                     |
| notõkube | céu-da-boca                                                                                           | |                                                    |
| nore | jutaí, jatobá                                                                                         | (planta da família das cesalpinoídeas)                                                                       | Hymenaea courbaril                                 |
| noreni | pacu-caju                                                                                             | (peixe) |                                                    |
| notxiribiro | biguá                                                                                                 | (ave, anhingídeos)                                                                                           | Anhinga anhinga                                    |
| nõbziru | tatu-de-rabo-mole                                                                                     | (mamíferos, desdentados)                                                                                     | Cabassous unicinctus                               |
| nõnĩ | mambira, tamanduá-colete                                                                              | (mamífero, desdentado)                                                                                       | Tamandua tetradactyla                              |
| nõnõ | tucum                                                                                                 | (planta da família das arecáceas)                                                                            | Astrocaryum sp.                                    |
| nõnõbzia | cujubim                                                                                               | (aves, cracídeos)                                                                                            | Pipile pipile                                      |
| nõnõtxi | tucum                                                                                                 | (planta da família das arecáceas)                                                                            | Astrocaryum sp.                                    |
| nõpfõ | lagarta comestível, certo tipo que dá na árvore chamada nõpfõ-ku                                      | |                                                    |
| nõwawa | arara-amarela                                                                                         | (ave da família dos psitacídeos)                                                                             | Ara ararauna                                       |
| obzia | inambu-pé-da-serra                                                                                    | (ave da família dos tinamídeos)                                                                              |                                                    |
| odji | certa espécie de bambu                                                                                | (planta da família das gramíneas)                                                                            |                                                    |
| oika | escorpião                                                                                             | (artrópode arácnido, da ordem dos escorpiones)                                                               |                                                    |
| one | gavião-tesoura                                                                                        | (ave da família dos falconiformes)                                                                           | Elanoides forficatus                               |
| oneri | certa espécie de bambu                                                                                | (gramínea)                                                                                                   |                                                    |
| onotxi | inajá, maripá                                                                                         | (planta da família das arecáceas)                                                                            | Attalea maripa                                     |
| onotxitxi | babaçu                                                                                                | (planta da família das arecáceas)                                                                            | Attalea speciosa                                   |
| onõ | palheira de aricuri                                                                                   | (planta da família das arecáceas)                                                                            | Attalea sp.                                        |
| onõ | uruçu                                                                                                 | (inseto da família das abelhas)                                                                              |                                                    |
| onõtä | pilão feito da palheira de aricuri                                                                    | (brinquedo)                                                                                                  |                                                    |
| onõtä | capemba (i.e. casca do cacho, termo genérico)                                                         | |                                                    |
| onõhõ | palmito                                                                                               | |                                                    |
| ore | castanha-do-pará                                                                                      | (planta da família das lecitidáceas)                                                                         | Bertholletia excelsa                               |
| oreka | ouriço                                                                                                | |                                                    |
| orekakä | bodó, acari                                                                                           | (peixe liso)                                                                                                 | Loricariidae spp.                                  |
| oreku | castanheira                                                                                           | |                                                    |
| oreni | cajá                                                                                                  | (planta da família das anacardiáceas)                                                                        | Spondias mombin                                    |
| ororo | tucumã                                                                                                | (planta da família das arecáceas)                                                                            | Astrocaryum tucuma                                 |
| ororoni | palheira de tucumã                                                                                    | |                                                    |
| orotxi | inambu-azul                                                                                           | (ave da família dos tinamídeos)                                                                              | Tinamus tao                                        |
| otori | tauari                                                                                                | (planta da família das lecitidáceas)                                                                         | Couratari pulchra                                  |
| otxo | certo tipo de pama                                                                                    | (planta da família das moráceas)                                                                             | Helicostylis tomentosa                             |
| otxokabirü | mururé                                                                                                | (planta da família das moráceas)                                                                             | Brosimum acutifolium                               |
| otxotxipfükäo | mururé                                                                                                | |                                                    |
| otäre | muçum                                                                                                 | (peixe) | Synbranchus marmoratus                             |
| otikõ | músico-da-mata                                                                                        | (ave da família dos trogloditídeos)                                                                          | Cyphorhinus arada                                  |
| otõka | inambu-chorão                                                                                         | (ave da família dos tinamídeos)                                                                              | Crypturellus strigulosus                           |
| otxerü | inambu-galinha                                                                                        | (ave da família dos tinamídeos)                                                                              | Tinamus guttatus                                   |
| otxi | certa espécie de bambu                                                                                | (planta da família das gramíneas)                                                                            |                                                    |
| otxo | certo tipo de fruta vermelha que se parece com uva                                                    | |                                                    |
| õõ | quati                                                                                                 | (mamífero da família dos carnívoros)                                                                         | Nasua nasua                                        |
| õnitire | certo tipo de lesma que come folha                                                                    | (molusco, sp.)                                                                                               |                                                    |
| pabekatxi | certo tipo de piaba                                                                                   | |                                                    |
| padji | fumo, tabaco                                                                                          | (planta da família das solanáceas)                                                                           | Nicotiana tabacum                                  |
| padji | rapé                                                                                                  | |                                                    |
| padjihõ | angico, paricá                                                                                        | (planta da família das mimosóideas)                                                                          | Piptadenia sp.                                     |
| padjihõko | angico, paricá                                                                                        | |                                                    |
| pahe | porco-caititu                                                                                         | (mamífero da família dos artiodáctilos)                                                                      | Tayassu tajacu                                     |
| paheri | porco-queixada                                                                                        | (mamífero da família dos artiodáctilos)                                                                      | Tayassu pecari                                     |
| paheriorü | porco-doméstico                                                                                       | (mamífero da família dos artiodáctilos)                                                                      |                                                    |
| pahe | açaí                                                                                                  | (planta da família das arecáceas)                                                                            | Euterpe oleracea                                   |
| pahenĩ | palheira de açaí                                                                                      | |                                                    |
| pakokawa | macucau, jaó                                                                                          | (ave da família dos tinamídeos)                                                                              | Crypturellus undulatus                             |
| pakorätä | caracará                                                                                              | (ave da família dos falconiformes)                                                                           |                                                    |
| pakorükäo | jandaíra, jataí                                                                                       | (inseto da família das abelhas)                                                                              | Melipona interrupta                                |
| pama | aracu, piau                                                                                           | (peixe) | Anostomoides laticeps                              |
| paneuri | juriti-vermelha                                                                                       | (ave da família dos columbídeos)                                                                             | Geotrygon montana                                  |
| pare | gameleira                                                                                             | (planta da família das moráceas)                                                                             | Ficus sp.                                          |
| parikübe | cupim                                                                                                 | (certa espécie)                                                                                              | Eciton spp.                                        |
| paro | galinha                                                                                               | (fêmea do galo)                                                                                              |                                                    |
| paroro | galo                                                                                                  | |                                                    |
| parori | tamanduá-bandeira                                                                                     | (mamífero da família dos desdentados)                                                                        | Myrmecophaga tridactyla                            |
| paroritätä | tamanduaí                                                                                             | (mamífero da família dos desdentados)                                                                        | Cyclopes didactylus                                |
| parotätä | jaçanã, piaçoca                                                                                       | (ave da família dos caradriiformes)                                                                          | Jacana jacana                                      |
| parotxitxi | pato-do-mato                                                                                          | (ave da família dos anatídeos)                                                                               | Cairina moschata                                   |
| parotxitxitätä | marreca                                                                                               | (ave da família dos anatídeos)                                                                               |                                                    |
| patiti | cauré                                                                                                 | (ave da família dos falconiformes)                                                                           |                                                    |
| patxehe | coruja sp.                                                                                            | (ave da família dos estrigídeos)                                                                             |                                                    |
| patxitxi | cauré                                                                                                 | (ave da família dos falconiformes)                                                                           |                                                    |
| patxĩ | pernilongo, carapanã                                                                                  | (inseto da família dos dípteros)                                                                             |                                                    |
| patxĩkänorü | tatuquira                                                                                             | (i.e. flebótomo, inseto da família dos dípteros)                                                             |                                                    |
| päe | jia                                                                                                   | (anfíbio) | Leptodactylus bufonius                             |
| pänikäte | lacraia, centopéia                                                                                    | (artrópode da família dos Chilopoda)                                                                         | Scolopendridae, Scolopendra                        |
| päräre | sarapó                                                                                                | (peixe da família dos gimnotiformes)                                                                         |                                                    |
| päri | pulga                                                                                                 | (inseto) | Tunga penetrans                                    |
| päridje | bicho-de-pé (i.e. ovo de pulga)                                                                       | |                                                    |
| pätõrü | caba-borracha                                                                                         | (insetos da família das vespas)                                                                              |                                                    |
| peri | maritaca                                                                                              | (ave da família dos psitacídeos)                                                                             | Pionus menstruus                                   |
| pikuri | gavião                                                                                                | (termo genérico)                                                                                             |                                                    |
| pikuritxitxi | gavião-real                                                                                           | (ave da família dos falconiformes)                                                                           | Harpia harpyja                                     |
| pinite | mutuca                                                                                                | (inseto da família dos dípteros)                                                                             |                                                    |
| piomerirü | arapaçu                                                                                               | (ave da família dos picídeos)                                                                                |                                                    |
| pipitxi | saúva                                                                                                 | (inseto da família das formigas)                                                                             | Atta spp. & Acromyrmex                             |
| pipitxipika | tanajura                                                                                              | (inseto da família das formigas)                                                                             |                                                    |
| piräri | arapapá                                                                                               | (ave da família dos ciconiformes)                                                                            |                                                    |
| pire | arara-vermelha                                                                                        | (ave da família dos psitacídeos)                                                                             | Ara macao                                          |
| piretxitxi | arara-cabeção                                                                                         | (ave da família dos psitacídeos)                                                                             | Ara chloroptera                                    |
| pireiäka | gengibre                                                                                              | (planta da família das zingiberácea)                                                                         | Zingiber officinale                                |
| pireo | jia                                                                                                   | (anfíbio) | Physalaemus cuvieri                                |
| pirürü | saúva                                                                                                 | (certa espécie de formiga)                                                                                   | Atta spp. & Acromyrmex                             |
| pĩ | cedro                                                                                                 | (árvore da família das meliáceas)                                                                            | Cedrela fissilis                                   |
| pĩnõ | ipê                                                                                                   | (árvore da família das bignoniáceas)                                                                         | Tabebuia sp.                                       |
| pfoni | gafanhoto                                                                                             | (certa espécie de inseto)                                                                                    |                                                    |
| pfori | curica                                                                                                | (ave da família dos psitacídeos)                                                                             | Pionopsitta caica                                  |
| pfonĩnĩ | orelha-de-pau, cogumelo                                                                               | (certa espécie de fungo, termo genérico)                                                                     |                                                    |
| pfouri | jacu                                                                                                  | (ave da família dos craciformes)                                                                             |                                                    |
| pfopfo | coruja                                                                                                | (termo genérico)                                                                                             |                                                    |
| pfouri | jacu                                                                                                  | (ave da família dos craciformes)                                                                             | Penelope jacquacu, Cracidae                        |
| pfupfu | mãe-da-chuva                                                                                          | (anfíbio) | Leptodactylus labyrinthicus                        |
| pfütxe | cipó timbó                                                                                            | (nome dado à planta)                                                                                         |                                                    |
| psiu | araçari                                                                                               | (ave da família dos ranfastídeos)                                                                            | Pteroglossus spp.                                  |
| psiunĩ | certo tipo de orelha-de-pau pequena e branca                                                          | |                                                    |
| tane | cipó timbó                                                                                            | (planta da família das papilionoídeas)                                                                       |                                                    |
| tänõ | rato sp.                                                                                              | (mamífero da família dos roedores)                                                                           |                                                    |
| tänĩrü | pavãozinho                                                                                            | (ave da família dos ralídeos)                                                                                | Eurypyga helias                                    |
| tärärä | louva-a-deus                                                                                          | (inseto) |                                                    |
| tärätärä | caba sp.                                                                                              | (inseto da família das vespas)                                                                               |                                                    |
| tekati | esquilo grande                                                                                        | (mamífero da família dos roedores)                                                                           | Sciurus spp.                                       |
| tekatikäti | esquilo pequeno                                                                                       | (mamífero da família dos roedores)                                                                           |                                                    |
| temari | tincoã                                                                                                | (ave da família dos cuculídeos)                                                                              | Piaya cayana                                       |
| tenopika | grilo                                                                                                 | (inseto) | Orthoptera, Gryllidae                              |
| tepa | tururi                                                                                                | (planta da família das moráceas)                                                                             | Ficus maxima                                       |
| tepa | figueira                                                                                              | (árvore da família das moráceas)                                                                             | Ficus ulei                                         |
| tepa | certo tipo de planta com folha grande e redonda que nasce no pé de aricuri                            | |                                                    |
| terowä | folha da planta qua nasce no pé de aricuri                                                            | |                                                    |
| tepäno | tapiu                                                                                                 | (certo tipo de formiga)                                                                                      |                                                    |
| tepfo | cumaru-ferro                                                                                          | (árvore da família das papilionoídeas)                                                                       | Dipteryx ferrea                                    |
| tepfürino | caucho                                                                                                | (árvore da família das moráceas)                                                                             | Brosimum parinarioides                             |
| teri | cutia                                                                                                 | (mamífero da família dos roedores)                                                                           | Dasyprocta spp.                                    |
| teürire | minhoca                                                                                               | (anelídeos)                                                                                                  |                                                    |
| tewäriri | lagarto                                                                                               | (réptil da família dos lagartos)                                                                             | Bachia spp.                                        |
| tiriri | dendrobate                                                                                            | (anfíbio) | Colostethus brunneus                               |
| tokore | uru                                                                                                   | (ave da família dos cracídeos)                                                                               | Odontophorus gujanensis                            |
| tokorimẽ | matamatá                                                                                              | (réptil) |                                                    |
| toraka | certa espécie de bambu                                                                                | (gramínea)                                                                                                   |                                                    |
| torotoro | sapo-cururu                                                                                           | (anfíbio) | Bufo paracnemis                                    |
| totomekakä | cuité                                                                                                 | (planta da família das cucurbitáceas)                                                                        |                                                    |
| tototxiã | anacã                                                                                                 | (ave da família dos psitacídeos)                                                                             | Deroptyus accipitrinus                             |
| totxiroro | pinto-do-mato-de-cara-preta                                                                           | (ave da família dos psitacídeos)                                                                             | Formicarius analis                                 |
| tõdje | piolho                                                                                                | (inseto anopluro da da família dos pediculídeos)                                                             | Pediculus humanus                                  |
| parotõdje | parasita de galinha (i.e. piolho de galinha)                                                          | |                                                    |
| tõkuri | certa espécie de imbaúba                                                                              | (árvores da família das cecropiáceas)                                                                        | Cecropia spp.                                      |
| tõkuridje | fruto da imbaúba                                                                                      | |                                                    |
| tõkurinĩ | folha da imbaúba                                                                                      | |                                                    |
| tõo | tatu-galinha                                                                                          | (mamífero da família dos desdentados)                                                                        | Dasypus novemcinctus                               |
| tõotxitxi | tatu-quinze                                                                                           | (mamífero da família dos desdentados)                                                                        |                                                    |
| tõohirü | tatu-cabeça-chata                                                                                     | (mamífero da família dos desdentados)                                                                        | Euphractus sexcinctus                              |
| tõori | tatu-canastra                                                                                         | (mamífero da família dos desdentados)                                                                        | Priodontes giganteus                               |
| tõo | tatucaba                                                                                              | (inseto da família das vespas)                                                                               | Synoeca cyanea                                     |
| tõru | totorobá                                                                                              | (planta da família das sapotáceas)                                                                           |                                                    |
| tõtõtxi | urubu                                                                                                 | (ave da família dos falconiformes)                                                                           | Cathartes spp.                                     |
| tuiri | certa espécie de abelha                                                                               | |                                                    |
| tünikoakakä | vira-bosta                                                                                            | (inseto) |                                                    |
| türü | rato-toró                                                                                             | (mamífero da família dos roedores)                                                                           |                                                    |
| txaõ | arraia                                                                                                | (peixe) | Potamotrygon sp.                                   |
| txeo | cancão-grande                                                                                         | (ave da família dos falconiformes)                                                                           | Daptrius americanus                                |
| txerere | cupim                                                                                                 | (termo genérico)                                                                                             |                                                    |
| txerereka | cupinzeiro                                                                                            | |                                                    |
| txẽwẽ | ararinha                                                                                              | (ave da família dos psitacídeos)                                                                             | Aratinga leucophthalmus                            |
| txihihi | tucandeira, tocandira                                                                                 | (inseto da família das formiga)                                                                              | Paraponera clavata                                 |
| txihini | murumuru                                                                                              | (planta da família das arecáceas)                                                                            | Astrocaryum murumuru                               |
| txinikakä | sapo                                                                                                  | (anfíbio) | Bufo sp.                                           |
| txinitürürü | sanhaçu                                                                                               | (aves da família dos traupídeos)                                                                             |                                                    |
| txiniurawaka | maracujá                                                                                              | (planta da família das magnoliopsidas)                                                                       | Passiflora spp.                                    |
| txire | japiim                                                                                                | (ave da família dos icterídeos)                                                                              | Cacicus cela                                       |
| txirono | mucuim                                                                                                | (ácaros prostigmatos da família dos trombiculídeos)                                                          |                                                    |
| txitxihõ | graúna, chico-preto                                                                                   | (ave da família dos icterídeos)                                                                              |                                                    |
| txitoro | seringueira                                                                                           | (planta da família das euforbiáceas)                                                                         | Hevea spp.                                         |
| txitxi | milho                                                                                                 | (planta da família das gramíneas)                                                                            | Zea mays                                           |
| txitxika | carrapato                                                                                             | (invertebrado da família dos ixodídeos e argasídeos)                                                         |                                                    |
| txiwiwi | maçarico                                                                                              | (ave da família dos caradriiformes)                                                                          |                                                    |
| txiu | seriema                                                                                               | (ave da família dos tinamídeos)                                                                              |                                                    |
| txitxi | abiurana                                                                                              | (sapotáceas)                                                                                                 |                                                    |
| txoritxi | martim-pescador                                                                                       | (ave da família dos alcedinídeos)                                                                            |                                                    |
| txuitxi | andorinha                                                                                             | (ave da família dos hirundinídeos)                                                                           |                                                    |
| txüererepika | girino                                                                                                | (anfíbio) |                                                    |
| uhiri | jacaré                                                                                                | (réptil crocodiliano da família dos aligatorídeos)                                                           |                                                    |
| upi | mamuí                                                                                                 | (árvore da família das bombacácea)                                                                           |                                                    |
| urenõrü | urutau, mãe-da-lua                                                                                    | (ave da família das caprimulgiformes)                                                                        | Nyctibius spp.                                     |
| urudjü | arapuã                                                                                                | (inseto da família das abelhas)                                                                              | Trigona quadripunctata                             |
| ünĩ | pupunha                                                                                               | (planta da família das arecáceas)                                                                            |                                                    |
| üri | guariba                                                                                               | (mamífero da família dos primatas)                                                                           | Alouatta ursina                                    |
| wa | onça                                                                                                  | (mamíferos da família dos carnívoros)                                                                        | Felis concolor                                     |
| wabe | onça-vermelha                                                                                         | |                                                    |
| wa | cão, cachorro                                                                                         | (mamíferos da família dos carnívoros)                                                                        | Canis familiaris                                   |
| wapako | cachorra, cadela                                                                                      | (mamíferos da família dos carnívoros)                                                                        | Canis familiaris                                   |
| wabiro | pantera (i.e. onça-preta)                                                                             | |                                                    |
| watxiri | cachorro-do-mato, raposa                                                                              | (mamíferos da família dos carnívoros)                                                                        | Atelocynus microtis                                |
| watxitxi | leão (i.e. onça grande)                                                                               | |                                                    |
| waka | acauã                                                                                                 | (ave da família dos falconiformes)                                                                           |                                                    |
| wakänia | cegonha                                                                                               | (ave da família dos ciconiformes)                                                                            |                                                    |
| wakäno | tuiuiu, jaburu                                                                                        | (ave da família dos ciconiformes)                                                                            | Jabiru mycteria                                    |
| wakänõtätä | garça                                                                                                 | (ave da família dos ciconiformes)                                                                            | Casmerodius alba, Egretta spp.                     |
| wakänõbiro | garça-negra                                                                                           | |                                                    |
| wakänõtxitxi | jaburu                                                                                                | |                                                    |
| wakäo | pariri                                                                                                | (planta da família das sapotáceas)                                                                           | Pouteria durlandii                                 |
| waodü | preguiça                                                                                              | (mamífero da família dos desdentados)                                                                        |                                                    |
| warokä | matá-matá                                                                                             | (planta da família das lecitidáceas)                                                                         |                                                    |
| warurei | gato-de-casa                                                                                          | (mamífero da família dos carnívoros)                                                                         |                                                    |
| watara | lobo-guará                                                                                            | (mamífero da família dos carnívoros)                                                                         |                                                    |
| watã | certo tipo de pama                                                                                    | (planta) | Helicostylis tomentosa                             |
| waure | ariranha                                                                                              | (mamífero da família dos carnívoros)                                                                         | Pteronura brasiliensis                             |
| wauretätä | lontrinha                                                                                             | (mamífero da família dos carnívoros)                                                                         | Lutra longicaudis                                  |
| watopfobzia | cancão-de-anta                                                                                        | (ave da família dos falconiformes)                                                                           | Daptrius ater                                      |
| wãtäkünipe | jibóia-de-anta                                                                                        | (planta da família das melastomatáceas)                                                                      | Bellucia imperialis                                |
| wãwã | cunauaru                                                                                              | (anfíbio) | Phrynohyas resinifictrix/Phrynohyas venulosa       |
| wäwä | certo tipo de remédio contraceptivo extraído da árvore chamada itãtõa                                 | |                                                    |
| weka | colhereiro                                                                                            | (ave da família dos ciconiformes)                                                                            |                                                    |
| wero | murici                                                                                                | (planta da família das malpighiáceas)                                                                        |                                                    |
| wewe | macaco-da-noite                                                                                       | (mamífero da família dos primatas)                                                                           | Aotus trivirgatus                                  |
| wiri | copaíba                                                                                               | (árvore da família das cesalpinoídeas)                                                                       | Copaifera sp.                                      |
| wiräwirä | vagalume sp.                                                                                          | |                                                    |
| witxäo | cricrió, mãe-da-seringa                                                                               | (ave da família dos cotingídeos)                                                                             | Lipaugus vociferans                                |
| wowira | ariramba                                                                                              | (ave da família dos galbulídeos)                                                                             | Galbula dea                                        |
| wuwu | bicheira, berne                                                                                       | (inseto da família dos dípteros)                                                                             |                                                    |
| wüka | mãe-da-chuva                                                                                          | (anfíbio) | Leptodactylus knudseni                             |